# Додекабориды
Додекабориды — подгруппа бинарных неорганических соединения металла и бора с общей формулой MeB12. Входит в группу боридов и относится к высшим боридам.
Как правило, образуют кристаллы
кубической сингонии.
Получают чаще всего сплавлением стехиометрических количеств чистых веществ.

## Примеры
- Додекаборид магния — MgB12
- Додекаборид алюминия — AlB12
- Додекаборид плутония — PuB12
- Додекаборид скандия — ScB12